# Rally di Roma Capitale 2018
Rally di Roma Capitale 2018 (6. Rally di Roma Capitale) – 6. edycja Rally di Roma Capitale rozgrywanego we Włoszech od 20 do 22 lipca 2018 roku. Była to piąta runda Rajdowych Mistrzostw Europy w roku 2018. Rajd został rozegrany na nawierzchni asfaltowej i składał się z piętnastu odcinków specjalnych (jeden z nich – dziewiąty ze względów bezpieczeństwa odwołano).
Rajd wygrała rosyjska załoga Aleksiej Łukjaniuk i Aleksiej Arnautow jadący samochodem Ford Fiesta R5, którzy wygrali pięć odcinków specjalnych, prowadząc od drugiego OS-u aż do mety. Drugie miejsce zajęła włosko-szwajcarska załoga Giandomenico Basso, Moira Lucca, przegrywając zaledwie o niecałe osiem sekund. Na trzecim miejscu dojechali Polacy Grzegorz Grzyb i Jakub Wróbel, dla których było to pierwsze podium w tegorocznych zawodach ERC.

## Lista startowa[3]
Poniższa lista startowa obejmuje tylko zawodników startujących i zgłoszonych do rywalizacji w kategorii ERC w najwyższej klasie RC2, samochodami najwyższej klasy mogącymi startować w rajdach ERC – R5.
| Nr. | Zespół                                | Kierowca                   | Pilot               | Samochód        |
| --- | ------------------------------------- | -------------------------- | ------------------- | --------------- |
| 1   | Bruno Magalhães                       | Bruno Magalhães            | Hugo Magalhães      | Škoda Fabia R5  |
| 2   | Russian Performance Motorsport        | Aleksiej Łukjaniuk         | Aleksiej Arnautow   | Ford Fiesta R5  |
| 3   | Simos Galatariotis                    | Simos Galatariotis         | Antonis Ioannou     | Škoda Fabia R5  |
| 4   | Sports Racing Technologies            | Nikołaj Griazin            | Jarosław Fiedorow   | Škoda Fabia R5  |
| 5   | Škoda Auto Deutschland                | Fabian Kreim               | Frank Christian     | Škoda Fabia R5  |
| 7   | Rufa Sport                            | Grzegorz Grzyb             | Jakub Wróbel        | Škoda Fabia R5  |
| 8   | Toksport WRT                          | Orhan Avcioglu             | Burcin Korkmaz      | Škoda Fabia R5  |
| 9   | Peugeot Rally Academy                 | Laurent Pellier            | Geoffrey Combe      | Peugeot 208 T16 |
| 10  | Fredrik Åhlin                         | Fredrik Åhlin              | Joakim Sjöberg      | Škoda Fabia R5  |
| 11  | Toksport WRT                          | Chris Ingram               | Ross Whittock       | Škoda Fabia R5  |
| 12  | Łukasz Habaj                          | Łukasz Habaj               | Daniel Dymurski     | Ford Fiesta R5  |
| 14  | Palmeirinha Rally                     | Paulo Nobre                | Gabriel Morales     | Škoda Fabia R5  |
| 15  | Škoda Motorsport                      | Juuso Nordgren             | Tapio Suominen      | Škoda Fabia R5  |
| 16  | BRR Baumschlager Rallye & Racing Team | Albert von Thurn und Taxis | Bjorn Degandt       | Škoda Fabia R5  |
| 18  | Rhys Yates                            | Rhys Yates                 | Elliott Edmondson   | Škoda Fabia R5  |
| 19  | ACCR Czech Team                       | Jan Černý                  | Petr Černohorský    | Ford Fiesta R5  |
| 20  | F.P.F. Sport                          | Paolo Andreucci            | Anna Andreussi      | Peugeot 208 T16 |
| 21  | S.A. Motorsport Italia Srl            | Umberto Scandola           | Guido D’Amore       | Škoda Fabia R5  |
| 22  | Orange1 Racing Team                   | Simone Campedelli          | Tania Canton        | Ford Fiesta R5  |
| 23  | F.P.F. Sport                          | Marco Pollara              | Giuseppe Princiotto | Peugeot 208 T16 |
| 24  | Movisport SRL                         | Giandomenico Basso         | Moira Lucca         | Škoda Fabia R5  |
| 25  | Aloísio Monteiro                      | Aloísio Monteiro           | Sancho Eiró         | Škoda Fabia R5  |

## Zwycięzcy odcinków specjalnych
| Dzień  | Numer odcinka | Nazwa odcinka                               | Długość  | Zwycięzca odcinka                    | Samochód         | Czas             | Lider rajdu        |
| ------ | ------------- | ------------------------------------------- | -------- | ------------------------------------ | ---------------- | ---------------- | ------------------ |
| 19 VII | –             | Qualification – Fumone                      | 4,02 km  | Nikołaj Griazin                      | Škoda Fabia R5   | 2:12,949         |                    |
| 20 VII | OS1           | ACI Roma Arena                              | 1,80 km  | Nikołaj Griazin                      | Škoda Fabia R5   | 1:48,1           | Nikołaj Griazin    |
| 21 VII | OS2           | Pico-Greci 1                                | 19,46 km | Simone Campedelli                    | Ford Fiesta R5   | 11:39,8          | Aleksiej Łukjaniuk |
| 21 VII | OS3           | Roccasecca-Colle San Magno 1 – Polar Cruise | 13,93 km | Aleksiej Łukjaniuk                   | Ford Fiesta R5   | 8:21,3           | Aleksiej Łukjaniuk |
| 21 VII | OS4           | Santopadre-Arpino 1 – Civitus               | 14,35 km | Aleksiej Łukjaniuk Simone Campedelli | Ford Fiesta R5   | 8:46,0           | Aleksiej Łukjaniuk |
| 21 VII | OS5           | Pico-Greci 2                                | 19,46 km | Aleksiej Łukjaniuk                   | Ford Fiesta R5   | 11:37,9          | Aleksiej Łukjaniuk |
| 21 VII | OS6           | Roccasecca-Colle San Magno 2 – Polar Cruise | 13,93 km | Giandomenico Basso                   | Škoda Fabia R5   | 8:27,0           | Aleksiej Łukjaniuk |
| 21 VII | OS7           | Santopadre-Arpino 2 – Civitus               | 14,35 km | Giandomenico Basso                   | Škoda Fabia R5   | 8:46,3           | Aleksiej Łukjaniuk |
| 21 VII | OS8           | Pico Superstage – Ecopetrol                 | 2,54 km  | Andrea Crugnola                      | Ford Fiesta R5   | 1:44,1           | Aleksiej Łukjaniuk |
| 22 VII | OS9           | Rocca di Cave 1 – Omnia Shipping            | 28,60 km | Odcinek odwołany                     | Odcinek odwołany | Odcinek odwołany | Aleksiej Łukjaniuk |
| 22 VII | OS10          | Monastero 1 – eToro                         | 12,40 km | Giandomenico Basso                   | Škoda Fabia R5   | 7:26,1           | Aleksiej Łukjaniuk |
| 22 VII | OS11          | Guarcino 1 – L'Automobile                   | 11,75 km | Aleksiej Łukjaniuk                   | Ford Fiesta R5   | 6:37,5           | Aleksiej Łukjaniuk |
| 22 VII | OS12          | Rocca di Cave 2 – Omnia Shipping            | 28,60 km | Simone Campedelli                    | Ford Fiesta R5   | 17:27,4          | Aleksiej Łukjaniuk |
| 22 VII | OS13          | Monastero 2 – eToro                         | 12,40 km | Chris Ingram Giandomenico Basso      | Škoda Fabia R5   | 7:25,9           | Aleksiej Łukjaniuk |
| 22 VII | OS14          | Guarcino 2 – L'Automobile                   | 11,75 km | Aleksiej Łukjaniuk                   | Ford Fiesta R5   | 6:35,2           | Aleksiej Łukjaniuk |
| 22 VII | OS15          | Ostia – Super Special – Sky Gate            | 0,65 km  | Simone Campedelli                    | Ford Fiesta R5   | 42,2             | Aleksiej Łukjaniuk |

## Wyniki rajdu[5]
| Miejsce | Kierowca           | Pilot               | Samochód        | Czas      | Strata   | Pkt ERC |
| ------- | ------------------ | ------------------- | --------------- | --------- | -------- | ------- |
| 1       | Aleksiej Łukjaniuk | Aleksiej Arnautov   | Ford Fiesta R5  | 1:48:03,5 | –        | 25+12   |
| 2       | Giandomenico Basso | Moira Lucca         | Ford Fiesta R5  | 1:48:11,0 | +7,5     | 18+12   |
| 3       | Grzegorz Grzyb     | Jakub Wróbel        | Škoda Fabia R5  | 1:49:07,7 | +1:04,2  | 15+6    |
| 4       | Fabian Kreim       | Frank Christian     | Škoda Fabia R5  | 1:49:20,0 | +1:16,5  | 12+5    |
| 5       | Bruno Magalhães    | Hugo Magalhães      | Škoda Fabia R5  | 1:49:44,7 | +1:41,2  | 10+3    |
| 6       | Chris Ingram       | Ross Whittock       | Škoda Fabia R5  | 1:50:35,7 | +2:32,2  | 8+3     |
| 7       | Juuso Nordgren     | Tapio Suominen      | Škoda Fabia R5  | 1:50:38,2 | +2:34,7  | 6+1     |
| 8       | Giacomo Scattolon  | Matteo Nobili       | Škoda Fabia R5  | 1:51:00,3 | +2:56,8  | *       |
| 9       | Antonio Rusce      | Sauro Farnocchia    | Ford Fiesta R5  | 1:51:11,9 | +3:08,4  | *       |
| 10      | Fredrik Åhlin      | Joakim Sjöberg      | Škoda Fabia R5  | 1:51:20,5 | +3:17,0  | 4       |
| 11      | Marco Pollara      | Giuseppe Princiotto | Peugeot 208 T16 | 1:51:44,3 | +3:40,8  | 2       |
| 12      | Orhan Avcioglu     | Burcin Korkmaz      | Škoda Fabia R5  | 1:51:48,3 | +3:44,8  | 1       |
| ...     | ...                | ...                 | ...             | ...       | ...      | ...     |
| 27      | Nikołaj Griazin    | Jarosław Fiedorow   | Škoda Fabia R5  | 2:01:26,6 | +13:23,1 | 0+4     |
| 30      | Simone Campedelli  | Tania Canton        | Ford Fiesta R5  | 2:02:51,5 | +14:48,0 | 0+7     |
| NU      | Paolo Andreucci    | David Castiglioni   | Peugeot 208 T16 | –         | –        | 0+3     |

1. 1 2  Nieliczony w klasyfikacji ERC

## Wyniki po 5 rundach
Kierowcy
| Msc. | Kierowca           | Punkty |
| ---- | ------------------ | ------ |
| 1    | Aleksiej Łukjaniuk | 120    |
| 2    | Bruno Magalhães    | 111    |
| 3    | Norbert Herczig    | 62     |
| 4    | Simos Galatariotis | 50     |
| 5    | Fabian Kreim       | 43     |